# 梁金山 (广东省)
梁金山位於廣東省江門市開平市城區北邊五公里。高四百五十六米，從東北向西南伸展二十多公里，跨長沙、水口、月山等鎮。是江門市的名山之一。
梁金山是當地的風景名勝之一，景色秀麗，自古以來便是文人學士到此遊覽、登高、避暑之聖地。

## 歷史
據開平縣志記載，自中國宋朝便有記載此山。
北宋紹聖四年（1097年），四月十七日，蘇軾被貶至儋州。其間路經此山南麓仙人洞，曾于洞穴借宿一晚。
2016年12月，省專家組通過《擬設立廣東金山森林公園可行性研究報告》，同意金山森林公園升級為省級森林公園。

## 交通

### 高速公路和服務區
開陽高速公路經過此山并設有高速公路梁金山服務區。
梁金山服務區

## 景區
- 梁金山森林公園/梁金山風景區
- 宋代古村/沙冈古洲村
- 金山公園
- 中華百仕女館
- 鬼撩窟
- 仙人洞
- 百草園